# Michał Działyński (zm. 1617)
Michał Działyński herbu Ogończyk (ur. ok. 1560 roku – zm. 29 kwietnia 1617 roku) – wojewodą brzeskokujawski w latach 1609-1617, wojewoda inowrocławski w latach 1602-1608, starosta malborski, nieszawski, gniewski (w latach 1608-1617), bobrownicki oraz rypiński, przedstawiciel dyplomatyczny Rzeczypospolitej w Państwie Kościelnym w 1608 roku.
Syn Pawła, kasztelana słońskiego i dobrzyńskiego i Krystyny Kostka, córki Stanisława, wnuk Mikołaja, brat Pawła, ojciec Kaspra. Jego żoną była Elżbieta Czemianka.
Studiował w kolegium jezuitów w Braniewie w 1580 roku, w Rzymie w 1584 roku.
Poseł na sejm 1585 roku, z ziemi dobrzyńskiej. Poseł na sejm pacyfikacyjny 1589 roku z ziemi dobrzyńskiej, podpisał traktat bytomsko-będziński